# Friedrich Arturowitsch Zander

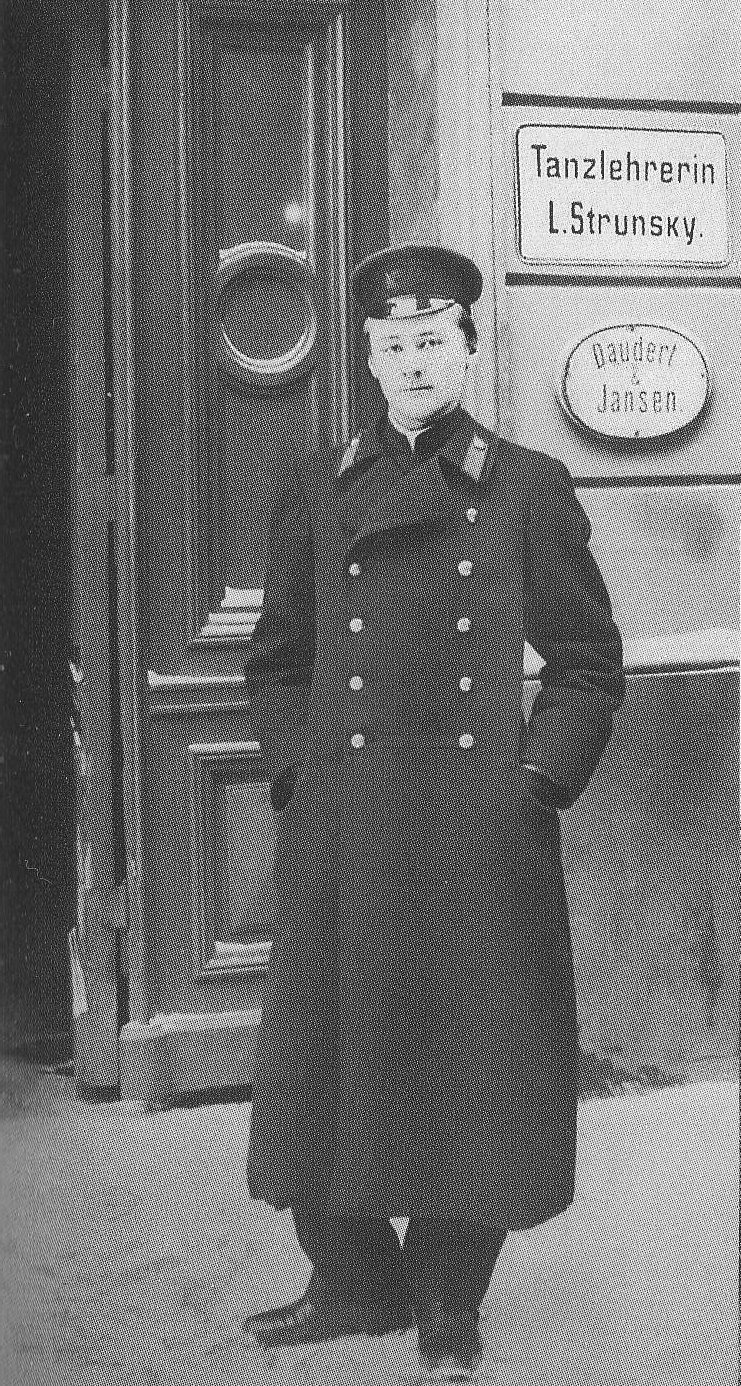
Friedrich Zander in Riga

Georg Arthur Constantin Friedrich Zander (lettisch Frīdrihs Canders, russisch Фридрих Артурович Цандер, Fridrich Arturowitsch Zander; * 11. Augustjul. / 23. August 1887greg. in Riga, Gouvernement Livland, Russisches Kaiserreich; † 28. März 1933 in Kislowodsk, Sowjetunion) war ein deutschbaltisch-russischer und später sowjetischer Gelehrter, Erfinder und beschäftigte sich seit etwa 1908 mit der Raketen- und Raumflugtechnik. Er schuf die Strahltriebwerke OR-1 und OR-2 und erarbeitete das Projekt der Rakete GIRD-X.
Im englischen wird sein Name oft auch als Fridrikh Arturovich Tsander transkribiert.

## Leben
Zander wurde in Riga als Sohn einer deutschbaltischen Familie geboren. Sein Vater Arthur war Arzt. Zander machte eine Ausbildung als Ingenieur und machte früh die Bekanntschaft mit den Ideen von Konstantin Ziolkowski, da er in der Redaktion des Fachmagazins arbeitete, welches einige Unterlagen von Ziolkowski erhielt, diese jedoch nicht veröffentlichte. Ein Jahr nach der Veröffentlichung von Hermann Oberths Buch „Die Rakete zu den Planetenräumen“, welches auch Zander gelesen hatte, veröffentlichte Zander im Jahre 1924 ein Buch über die Arbeiten Ziolkowskis, um auch diesen bekannt zu machen. Zusammen mit Ziolkowski und Juri Kondratjuk gründete Zander ebenfalls noch 1924 die Gesellschaft zum Studium der interplanetaren Reisen. In dieser Zeit schlug er auch ein Sonnensegel (Photonenimpulse) als Antrieb vor.
Im Jahr 1931 war Zander ein Gründungsmitglied von GIRD (Gruppe zur Erforschung reaktiver Antriebe, russisch Группа изучения реактивного движения (ГИРД)) in Moskau. Die Gruppe konstruierte im Auftrag der Regierung Flüssigkeitsraketen. Die GIRD-X, an der Zander mitgearbeitet hatte, flog schließlich erfolgreich am 25. November 1933, nachdem Sergei Koroljow die Arbeiten daran zu Ende führte. Zander entwarf die Rakete zwar, erlebte den Start aber nicht mehr, da er ein halbes Jahr zuvor, im März 1933, an Typhus starb.

## Ehrungen
- Nach Zander wurde 1970 der Mondkrater Tsander benannt.
- Im Jahr 2012 gaben die Postverwaltungen von Lettland und Russland jeweils eine Sonderbriefmarke zu Ehren von Zander heraus. Sie haben im Michel-Katalog die Nummern 840 bzw. 1852.
- 2015 wurde ein Asteroid nach ihm benannt: (332530) Canders.

Seit 1992 wird von der Russischen Akademie der Wissenschaften für herausragende theoretische Arbeiten auf dem Gebiet der Raketenantriebe für die Raumfahrt der Zander-Preis verliehen.

## Veröffentlichungen
- Фридрих Артурович Цандер: Из научного наследия. Nauka, Moskau 1967 (russisch). (englische Übersetzung durch die NASA: „From a scientific heritage“)
- Fridrikh Arturovich Tsander: Selected Papers. Zinātne, Riga 1977.